# Окружни затвор у Београду
Окружни затвор у Београду, раније познат као Централни затвор је затвор полуотвореног типа за смештај осуђених лица, подељен на затворено одељење и посебно одељење затвореног типа за смештај притворених лица. Налази се у Бачванској улици бр. 14 у општини Вождовац.
У Окружном затвору образоване су притворске јединице и то: Посебна притворска јединица за извршење мера притвора одређеног у кривичном поступку за кривична дела организованог криминала и Посебна притворска јединица за извршење мера притвора одређеног у кривичном поступку за кривична дела ратних злочина.

## Историјат
Под називом Централни затвор у Београду, објекат је почео са радом у септембру 1953. године и под тим именом функционисао до 1968. године. У периоду од 1953. до 1968. године налазио се у саставу Секретаријата за унутрашње послове Републике Србије. Од 1968. до 1991. године налазио се у саставу Секретаријата за правосуђе и управу Републике Србије, а од 1991. у саставу Министарства правде Републике Србије.
Од основања, Блок 3 Централног затвора први пут је реновиран 2013. године.
Музичка група Вентолин одржала је концерт 13. јануара 2006. године у библиотеци Окружног затвора.  Српски хип-хоп бенд ТХЦФ је заједно са Београдским синдикатом одржао концерт у Окружном затвору у Београду, јуна 2015. године. Рок група Репетитор такође је одржала наступ у овом затвору, 30. јуна 2017. године, где су снимили спот за песму Ако те икада, која се налази на њиховом албуму под називом Где ћеш.

## Архитектура
Објекат у архитектури спада у установе који са четвороугаоним распоредом објеката ствара затворене корисне површине (шеталишта и друго). Затвори као што је Оберн-Синг-Синг имали су утицај на систем извршења казне у Србији. Елементи обемског система, односно начина пројектовања затвора присутни су и у начину градње овог објекта. Када је реч о разликама између обераског и пенсилванијског система архитектуре затвора, она се испољава у начину на који су организоване просторије за смештај затвореника. У пенсилванијском систему градње пројектоване су спољне ћелије дуж спољних зидова затвора, а у обемском унутрашње ћелије односно просторије за смештај затвореника које се сучељавају леђима, а воде у ходник који се простире дуж спољних зидова објекта. У таквом стилу изграђен је Окружни затвор у Београду, са унутрашњим ћелијама које се сучељавају леђима и излазом окренутим према ходнику. Због таквог пројектовања онемогућено је да светлост и свеж ваздух допру до унутрашњих просторија. Затворске ћелије немају директан извор топлоте, већ топао ваздух доспева из грејних тела која се налазе у ходнику објекта.
Капацитет Окружног затвора је пројектован за око 900 лица, од тога 850 притворених и 50 осуђеника. Просечно бројно стање затвореника је 700 притворених и 45 осуђених лица. Зграда је направљена као компактан објекат, састоји се од управног дела, пет блокова и четири шеталишта, а површине је 60.000 м2. Објекат се састоји од подрума, приземља и четири спрата, а затвор користи подрум, приземље, први и други спрат, док се на трећем и четвртом спрату налази болница Казнено-поправног дома.